# 默兹河
默兹河（法語：Meuse，法語發音：[møz] ⓘ），也称马斯河（荷蘭語：Maas，荷蘭語發音：[maːs] ⓘ），是西欧的一條重要河流，流過荷蘭、比利時和法國多國的工業區。默兹河发源於法国大東部大區上马恩省朗格勒高原，流经比利时，最終在荷兰注入北海。默兹河和莱茵河口连成三角洲，全长925公里，
默兹河流经的主要城市，均有產石材、鐵、煤炭、或者硫磺，在19世紀為西歐產業革命注入了大量工業原料，例如：讷沙托、栋雷米拉皮塞勒、科梅尔西、圣米耶勒、凡尔登、斯特奈、色当、沙勒维尔-梅济耶尔、日韦、迪南、那慕尔、于伊、列日、维塞、马斯特里赫特、鲁尔蒙德、芬洛、马塞克、博克斯梅尔、赫斯登、馬斯德里爾。